# Sumpffarn
Der Sumpffarn oder Sumpf-Lappenfarn (Thelypteris palustris) ist eine Pflanzenart aus der Gattung Thelypteris innerhalb der Familie der Sumpffarngewächse (Thelypteridaceae).

## Beschreibung

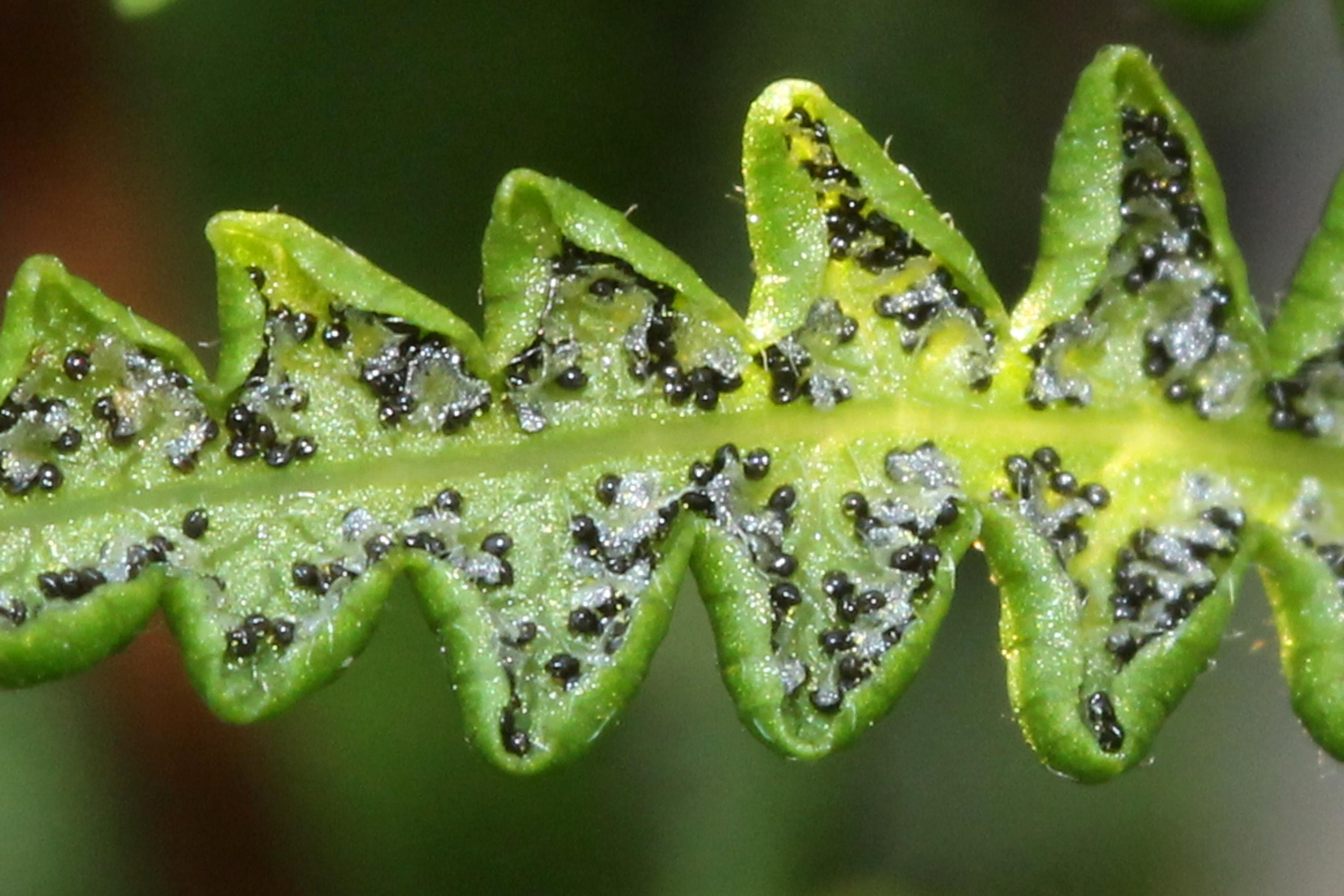
Seitenfiedern des Wedels von der Unterseite mit Sori

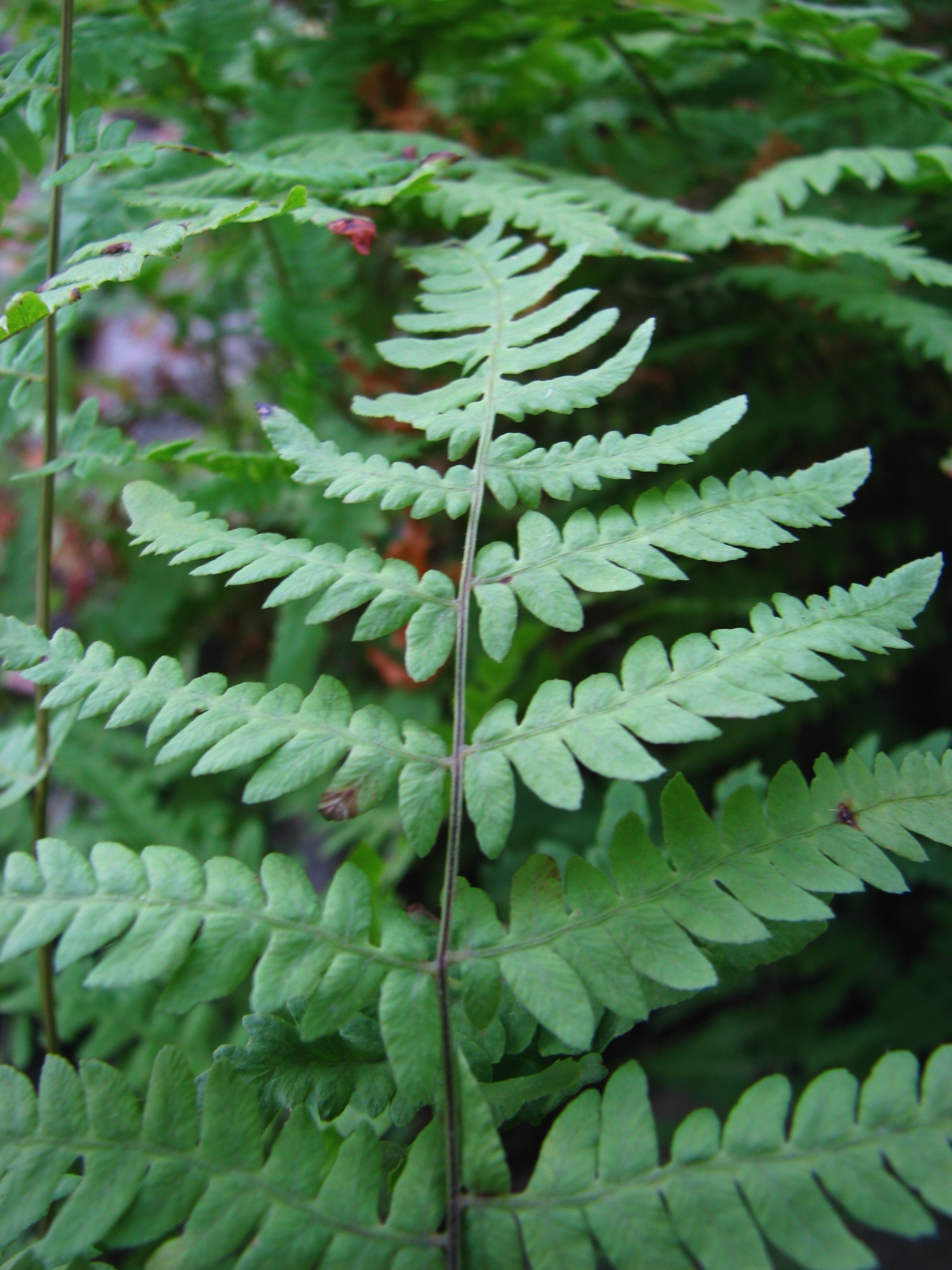
Wedel

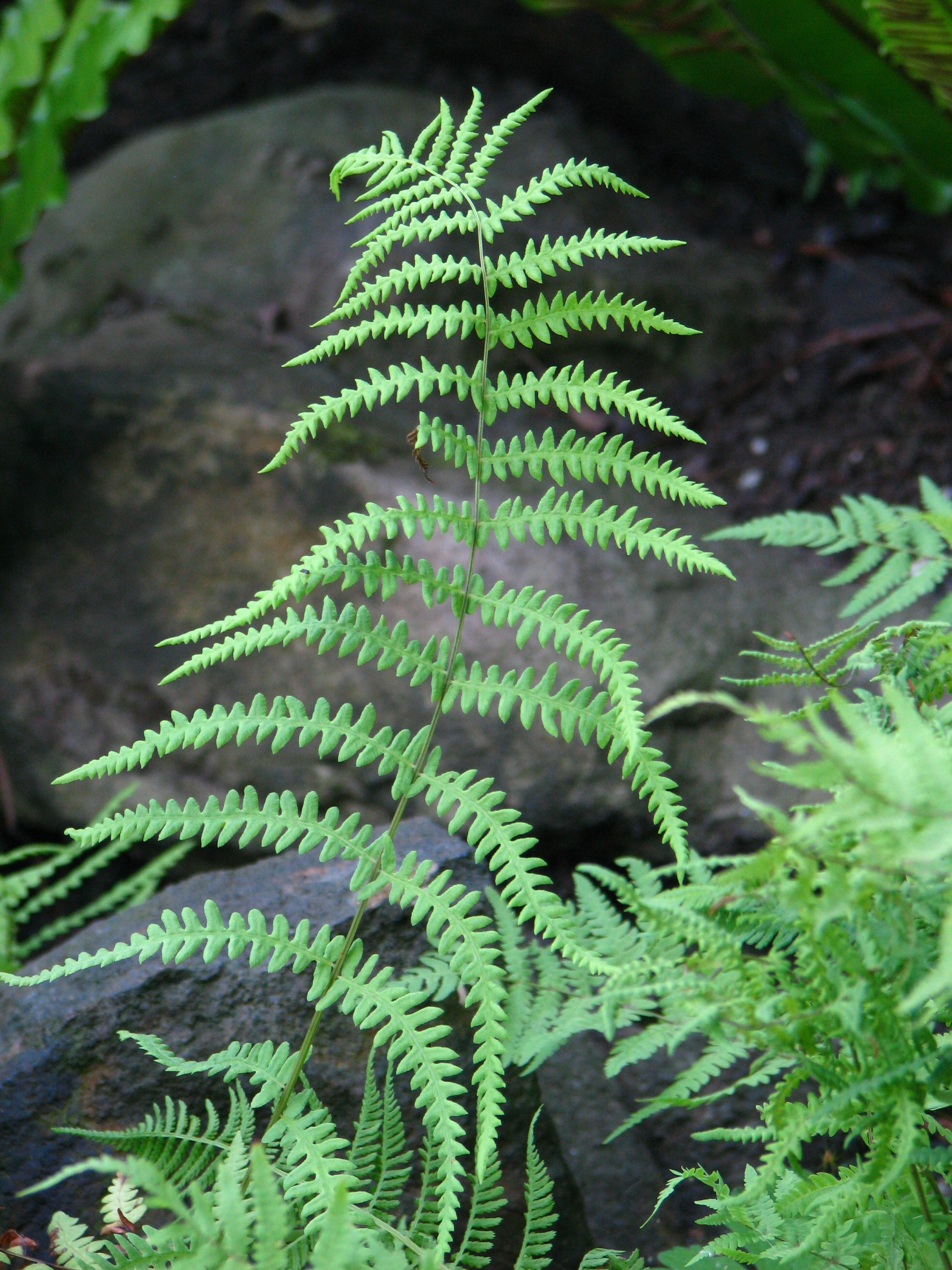
Sumpffarn (Thelypteris palustris)

Der Sumpffarn wächst als ausdauernde krautige Pflanze und erreicht Wuchshöhen von 30 bis 80 Zentimetern. Das weit kriechende Rhizom ist bis 50 Zentimeter lang und 2,5 Millimeter dick. Seine Blattwedel sind 15 bis 100 Zentimeter lang, am Grunde wenig verschmälert und zart. Der Blattstiel ist beim sporentragenden Blatt meist so lang wie die Spreite, beim sporenlosen Laubblatt meist etwas länger als die Spreite. Die Sporen tragenden Wedel entfalten sich mehrere Wochen nach den sterilen Wedeln. Der Blattstiel ist nur am Grund etwas spreuschuppig. Die Blattspreite ist 9 bis 50 Zentimeter lang und 5 bis 16 Zentimeter breit, im Umriss länglich bis lanzettlich, hellgrün und unterseits in der Jugend spärlich mit weißlichen Haaren und gelblichen Drüsen besetzt. Die Blattspreite hat auf jeder Seite 10 bis 30 Fiedern; sie sind wechselständig, selten genau gegenständig, fast sitzend, lineal-lanzettlich (2 bis) 5 bis 9 (bis 12) Zentimeter lang und 1 bis 2,5 Zentimeter breit. Die Blattabschnitte sind länglich, ganzrandig; die sporenlosen sind etwa 5 Millimeter breit; die sporentragenden schmäler und nach unten eingerollt. Die sporentragenden Blattabschnitte werden durch die Zurückrollung des Randes dreieckig bis sichelförmig. Die Sori liegen zwischen Mittelrippe und Rand und sind später diesem genähert. Die Sporenreife liegt zwischen Juli und September.
Die Chromosomenzahl beträgt 2n = 70 oder 72.

## Ökologie
Der Sumpffarn ist ein Geophyt.

## Vorkommen
Das Verbreitungsgebiet des Sumpffarns erstreckt sich von Europa bis Vorderasien und Nordafrika, die etwas abweichende Sippe var. pubescens (G.Lawson) Fern. tritt in Ostasien und in Nordamerika auf, die in Europa heimische Sippe var. palustris findet man vor allem im temperierten Gebiet nordwärts bis Südschweden und Finnland, im subkontinentalen Bereich und in den Alpen in Höhenlagen bis zu 1200 Metern, im Mittelmeerraum ist die Art selten. Die Höhe von 1200 Metern wird erreicht in Osttirol beim Tristacher See und in Kärnten bei Ober-Fellach.
Der Sumpffarn tritt in Mitteleuropa in lockeren Herden an beschatteten bis lichtreichen, doch absonnigen, frischen, kalkarmen, sauren, oft modrig-humosen Lehmböden auf. Er besiedelt meist zusammen mit anderen Farn-Arten vor allem montane Buchen- und Buchen-Tannen-Wälder, kommt aber auch in artenreichen Tannen-Fichten-Wäldern (Pyrolo-Abietetum) und in subalpinen Hochstaudenfluren vor. Er kommt vor allem in der Pflanzengesellschaft Carici elongatae-Alnetum des Verbands Alnion oder in Pflanzengesellschaften des Verbands Magnocaricion vor.
Die ökologischen Zeigerwerte nach Landolt et al. 2010 sind in der Schweiz: Feuchtezahl F = 4+w (nass aber mäßig wechselnd), Lichtzahl L = 3 (halbschattig), Reaktionszahl R = 3 (schwach sauer bis neutral), Temperaturzahl T = 3+ (unter-montan und ober-kollin), Nährstoffzahl N = 3 (mäßig nährstoffarm bis mäßig nährstoffreich), Kontinentalitätszahl K = 3 (subozeanisch bis subkontinental).

## Systematik
Die Erstveröffentlichung erfolgte 1753 unter dem Namen Acrostichum thelypteris durch Carl von Linné in Species Plantarum, Tomus II, S. 1071. In der Gattung Thelypteris konnte aber das Artepitheton palustris keine Verwendung finden. Das nächstälteste Epithet palustre kam von Polypodium palustre Salisb. in Prod. 403 (1796). Es war jedoch illegitim, da es einen älteren Namen einer anderen Art Polypodium palustre Burm. fil. (1768) schon gab. Heinrich Wilhelm Schott kombinierte beide zusammen als Thelypteris palustris Schott in Genera Filicum bei Tafel 10, 1834. Der Klammerautor „Salisb.“ soll also weggelassen werden, da es sich um ein illegitimes Epithet handelte. Weitere Synonyme für Thelypteris palustris Schott sind: Aspidium thelypteris (L.) Sw., Dryopteris thelypteris (L.) A.Gray, Lastrea thelypteris (L.) Presl, Nephrodium thelypteris (L.) Stremp. 1822.
Je nach Autor gibt es etwa zwei Unterarten:
- Thelypteris palustris Schott subsp. palustris: Sie kommt in Eurasien und im nordwestlichen Afrika vor.[5]
- Thelypteris palustris subsp. pubescens (G.Lawson) Fraser-Jenk. (Basionym: Lastrea thelypteris var. pubescens G.Lawson, Syn.: Aspidium thelypteroides Sw., Dryopteris tremula Christ, Thelypteris palustris var. pubescens (G.Lawson) Fernald): Sie kommt in Kanada, in den Vereinigten Staaten, in Mexiko und in Kuba vor.[5] Vorkommen in Peru und in Russlands Fernem Osten sind noch nicht bestätigt.[1]